# Prințesa Irene a Greciei și Danemarcei
Prințesa Irene a Greciei și Danemarcei (greacă Πριγκίπισσα Ειρήνη της Ελλάδας και Δανίας) (n. 11 mai 1942) este cel mai mic copil al regelui Paul al Greciei și a reginei Frederica de Hanovra. Este sora mai mică a  reginei Sofía a Spaniei și a regelui detronat Constantin al II-lea al Greciei.